# Changtai
För andra betydelser, se Changtai (olika betydelser).
Changtai är ett stadsdistrikt i staden Zhangzhou på prefekturnivå i provinsen Fujian i sydöstra Kina. Området var tidigare ett härad men ombildades i februari 2021.

## Administrativ indelning
Changtai är indelat i fyra köpingar, en socken och fyra administrativa enheter på sockennivå.
Köpingar (zhen):

- Chenxiang (陈巷镇)
- Fangyang (枋洋镇)
- Wu'an (武安镇)
- Yanxi (岩溪镇)

Socknar (xiang):

- Banli (坂里乡)

Områden på sockennivå:
- Changtai Jingji Kaifaqu ekonomisk utvecklingszon (长泰经济开发区)
- Guoying Gunong Nongchang jordbruk (国营古农农场)
- Lindun Gongyequ industriområde (林墩工业区)
- Mayangxi Shengtai Lüyouqu turistområde (马洋溪生态旅游区)